# Râul Jupâneasa
Râul Jupâneasa este un curs de apă, afluent al râului Bănița. 